# (73859) 1996 XK5
(73859) 1996 XK5 – planetoida z pasa głównego asteroid okrążająca Słońce w ciągu 3,78 lat w średniej odległości 2,43 j.a. Odkryta 7 grudnia 1996 roku.